# ペガサス (防護巡洋艦)
| 防護巡洋艦「ペガサス」 | |
| 艦歴                   | |
| 発注                   | パルマーズ社造船所 |
| 起工                   | 1896年5月 |
| 進水                   | 1897年3月4日 |
| 就役                   | 1899年 |
| 除籍                   | |
| その後                 | 1914年9月20日に戦没 |
| 性能諸元               | |
| 排水量                 | 常備：2,135トン |
| 全長                   | 95.55m |
| 垂線長                 | 91.44m |
| 全幅                   | 11.13m |
| 吃水                   | 4.88m |
| 機関                   | リード式石炭専焼水管缶16基 +直立式3気筒3段膨張型レシプロ2基2軸推進                                                                           |
| 最大出力               | 自然通風：5,000hp 強制通風：7,000hp |
| 最大速力               | 自然通風：18.5ノット 強制通風：20.0ノット |
| 航続距離               | -ノット/-海里 |
| 燃料                   | 石炭：500トン |
| 乗員                   | 224名 |
| 兵装                   | アームストロング 10.2cm（45口径）単装速射砲8基 アームストロング 7.62cm（40口径）単装速射砲8基 4.7cm（43口径）単装機砲2基 35.6cm魚雷発射管2門 |
| 装甲                   | 甲板：38～51mm（主甲板） 主砲：6mm（最厚部） 司令塔：76mm（最大厚）                                                                          |

ペガサス (HMS Pegasus) はイギリス海軍の防護巡洋艦。ピローラス級。第一次世界大戦時にドイツ海軍により撃沈された。

## 概要
本艦はイギリス海軍が自国の通商路保護と植民地警備を主任務とする小型の防護巡洋艦として設計・建造されたクラスである。

## 艦歴
1896年5月起工。1897年3月4日進水。1899年1月17日就役。就役後はアメリカ沿岸部に試験航海をし、その後は地中海、オーストラリア、中国、アフリカに派遣された。
第一次世界大戦中の1914年9月20日、タンザニアのザンジバル港に停泊して修理中であった「ペガサス」はドイツ海軍の防護巡洋艦「ケーニヒスベルク」の奇襲攻撃を受け、約8分間に受けた攻撃で「ペガサス」は大きな損害を受け、同日午後に転覆して沈んだ。この戦闘時に乗員の多くは陸上にあったために死者は38人で負傷者は88人で済んだ。戦闘後に病院船「ガスコン」とスコットランド籍の商船が救難にあたった。本艦の残骸から10.2速射砲6門が回収されて再利用がされた。沈没した船体は同大戦が終わっても遺棄され、処分が決まったのは第二次世界大戦後の1955年に500ポンドで解体業者に売却されて解体処分された。

## 参考図書
- 「世界の艦船 1996年11月増刊　イギリス巡洋艦史」（海人社）
- 「光人社NF文庫 欧州海戦記―ヨーロッパ列強 海の主役22隻の航跡」（光人社）
- 「Conway All The World's Fightingships 1906-1922」（Conway）